# Epiplema confuscata
Epiplema confuscata är en fjärilsart som beskrevs av W. Warren 1909. Epiplema confuscata ingår i släktet Epiplema och familjen Uraniidae. Inga underarter finns listade i Catalogue of Life.